# IC 381
IC 381 је спирална галаксија у сазвјежђу Жирафа која се налази на листи објеката дубоког неба у Индекс каталогу.
Деклинација објекта је + 75° 38' 23" а ректасцензија 4h 44m 28,4s. Привидна величина (магнитуда) објекта IC 381 износи 12,3 а фотографска магнитуда 13,1. Налази се на удаљености од 33,300 милиона парсека од Сунца. IC 381 је још познат и под ознакама UGC 3130, MCG 13-4-7, CGCG 347-6, IRAS 04378+7532, PGC 15917.